# Avenida Libertad
La Avenida Libertad es una importante arteria vial que recorre el sector de la Población Vergara de Viña del Mar en la  Región de Valparaíso, Chile. Su trazo comienza al norte en la intersección con la Avenida Benidorm —antigua calle 15 Norte— y termina al sur en el puente Libertad que la conecta con las plazas Latorre, Vergara y Sucre.
Comenzó como la calle de la Capilla y unía la Quinta Vergara con el estero Marga Marga. Al momento de la fundación de Viña del Mar en 1874 fue nombrada como Avenida de la Libertad. En 1892 se comenzaron a lotear los terrenos emplazados al norte del Marga Marga, dando origen a la Población Vergara, y la Avenida fue proyectada hacia ese sector a través del puente Libertad. Posteriormente, en la calzada de la Avenida al sur del estero se crearon las plazas Latorre, Sucre y Vergara, por lo que se comenzó a llamar Avenida Libertad únicamente el tramo desde el puente Libertad hacia el norte del Marga Marga.

## Av. Nueva Libertad
La Av. Nueva Libertad es una extensión de la Av. Libertad. Bordea la meseta Coraceros y también la laguna de las torres Coraceros. Nace en la intersección de Av. Benidorm con Av. Libertad y termina en la calle 18 Norte, la cual conduce a Av. Jorge Montt (Recta Las Salinas) y a los edificios ubicados en la meseta Coraceros.